# Villanueva de las Torres (kommunhuvudort)
Villanueva de las Torres är en kommunhuvudort i Spanien.   Den ligger i provinsen Provincia de Granada och regionen Andalusien, i den södra delen av landet, 300 km söder om huvudstaden Madrid. Villanueva de las Torres ligger 637 meter över havet och antalet invånare är 752.
Terrängen runt Villanueva de las Torres är huvudsakligen kuperad, men åt nordost är den platt. Villanueva de las Torres ligger nere i en dal. Runt Villanueva de las Torres är det glesbefolkat, med 10 invånare per kvadratkilometer. Närmaste större samhälle är Cuevas del Campo, 15,1 km öster om Villanueva de las Torres. Trakten runt Villanueva de las Torres består till största delen av jordbruksmark.